# Seychellenkreol
Seychellenkreol (manchmal auch als Seselwa [seseˈlwa] bezeichnet) ist die französisch-basierte Kreolsprache der Seychellen und wird von etwa 70.000 Menschen gesprochen. Seychellenkreol ist neben Englisch und Französisch Amtssprache der Seychellen.
Seychellenkreol wird mit einer eigenen Orthographie aufgezeichnet, die rein phonetisch ist und stark von den Regeln der französischen Orthographie abweicht. Neben allgemein kreolischen Merkmalen wie dem Verlust von Konjugationsendungen, Genus und Numerus wird auch die Aussprache insofern vereinfacht, als die gerundeten Vokale mit den ungerundeten zusammenfallen; es wird also ö zu e, ü zu i und stimmhaftes und stimmloses sch fällt mit stimmhaftem und stimmlosem s zusammen.

## Alphabet
Genutzte Buchstaben: A B D E F G I K L M N O P R S T U V W Y Z
Diese Buchstaben werden nicht genutzt: C H J Q X
So wurden diese Buchstaben ersetzt:
- C wurde durch K (bzw. vor E und I durch S) ersetzt.
- Ç wurde durch S ersetzt.
- H gibt es nicht.
- Ch wurde in der Regel durch S ersetzt.
- J wurde bei französischstämmigen Wörtern durch Z, bei englischstämmigen durch die Buchstaben Dy ersetzt. Beispiele: Das französische Wort jour heißt auf Kreol zour, das englische Wort job heißt dyob.
- Qu wurde durch Kw ersetzt. Beispiel: Das englische Wort queen heißt auf Kreol kween.
- X wurde durch Ks ersetzt. Beispiel: Das englische Wort wax heißt auf Kreol waks.

Es ist zu beachten: U wird nur in Verbindung mit O gebraucht. Beispiel: Tou, Nou und Poul.

## Text- und Wortbeispiele
Vaterunser:
Ou, nou papa ki dan lesyel,

Fer ou ganny rekonnet konman Bondye.

Ki ou renny i arive.

Ki ou lavolonte i ganny realize

Lo later parey i ete dan lesyel

Donn nou sak zour nou dipen ki nou bezwen.

Pardonn nou pour bann lofans

Ki noun fer anver ou,

Parey nou pardonn sa ki n ofans nou.

Pa les tantasyon domin nou,

Me tir nou dan lemal.
Zahlen von 1 bis 10:
1: Enn
2: De
3: Trwa
4: Kat
5: Senk
6: Sis
7: Set
8: Wit
9: Nef
10: Dis